# Нарбаева, Танзила Камаловна
Танзила́ Кама́ловна Нарба́ева (узб. Tanzila Kamalovna Narbayeva; род. 24 июля 1957, Шахриханский район, Андижанская область) — узбекский государственный и общественный деятель, доктор социологических наук. Занимала должность председателя Сената Олий Мажлиса Республики Узбекистан с 21 июня 2019 года и была первой женщиной на этом посту.
Ранее была заместителем премьер-министра Узбекистана и председательствовала в Комитете женщин Узбекистана в 2016—2019 годах и в Совете Федерации профсоюзов Узбекистана в 2010—2016 годах. Также являлась председателем Федерации велосипедного спорта Узбекистана с 2011 года.

## Биография
Танзила Нарбаева родилась 24 июля 1957 года в Шахриханском районе Андижанской области. В 1981 году она окончила Ташкентский государственный университет (ныне — Национальный университет Узбекистана). Получила учёную степень кандидата педагогических наук.
Трудовую деятельность Нарбаева начала в 1974 году, став ведущим специалистом по вопросам молодежи школы № 1 Шахриханского района Андижана. В период с 1975 по 1995 год она работала в школах Алмазарского района города Ташкента учительницей, заместителем директора школы и директором Дворца школьников.
Танзила являлась председателем Федерации велосипедного спорта Узбекистана с 2011 года, 6 февраля 2017 года её переизбрали на этот пост.

### Государственная деятельность
Нарбаева была секретарём районного совета Народно-демократической партии Узбекистана, а также заведующей сектором в Центральном совете этой партии. С 1995 года по 2010 год она работала в Кабинете министров Республики Узбекистан. С 21 декабря 2010 года по 20 декабря 2016 года занимала пост председателя Совета Федерации профсоюзов Узбекистана.
В декабре 2016 года Танзила была избрана и назначена на пост председателя Комитета женщин Узбекистана — заместителя премьер-министра Узбекистана в правительстве, сформированном после досрочных президентских выборов. 22 декабря 2018 года на отчётно-выборной конференции Комитета женщин Узбекистана Нарбаева была переизбрана председателем комитета на 5 лет.
20 июня 2019 года указом президента Узбекистана Шавката Мирзиёева Нарбаева была включена в состав Сената Олий Мажлиса. На следующий день, 21 июня, по представлению президента страны она была избрана председателем верхней палаты парламента и стала первой женщиной, занявшей данный пост.
22 декабря 2019 года Танзила победила на выборах в Ташкентский городской Кенгаш народных депутатов. 17 января 2020 года она была избрана сенатором от города Ташкента. 20 января 2020 года Нарбаева была переизбрана на должность председателя Сената Олий Мажлиса. 19 ноября 2024 года её вновь переизбрали на эту должность путём тайного голосования.

## Личная жизнь
Замужем, 2 детей, имеет внуков.

## Награды

### Государственные
- Медаль «Шухрат» (25 августа 2000 года) — за достойный вклад в развитие в нашей стране сельского и водного хозяйства, экономики, промышленности, строительства и общественной сферы, а также за достигнутые самоотверженным трудом успехи[25].
- Орден «Мехнат шухрати» (25 августа 2010 года) — за самоотверженный труд и достигнутые успехи в укреплении независимости, повышении экономической мощи страны, большой вклад в дело воспитания личным примером граждан, особенно молодого поколения, в духе национальных и общечеловеческих ценностей, проявленные трудолюбие, патриотизм, а также заслуженный авторитет и уважение, завоёванные активным участием в общественной жизни[26].
- Орден «Фидокорона хизматлари учун» (2016).
- Орден Дружбы (4 мая 2022 года, Россия) — за большой вклад в укрепление дружбы, сотрудничества и взаимопонимания между народами[27].
- Орден «Достык» II степени (2025, Казахстан)[28].

### Прочие
- Победитель конкурса УзА «Выбор года—2019» в номинации «Самый активный государственный деятель — Человек года в Узбекистане»[29][30][31].